# Krönungslieder

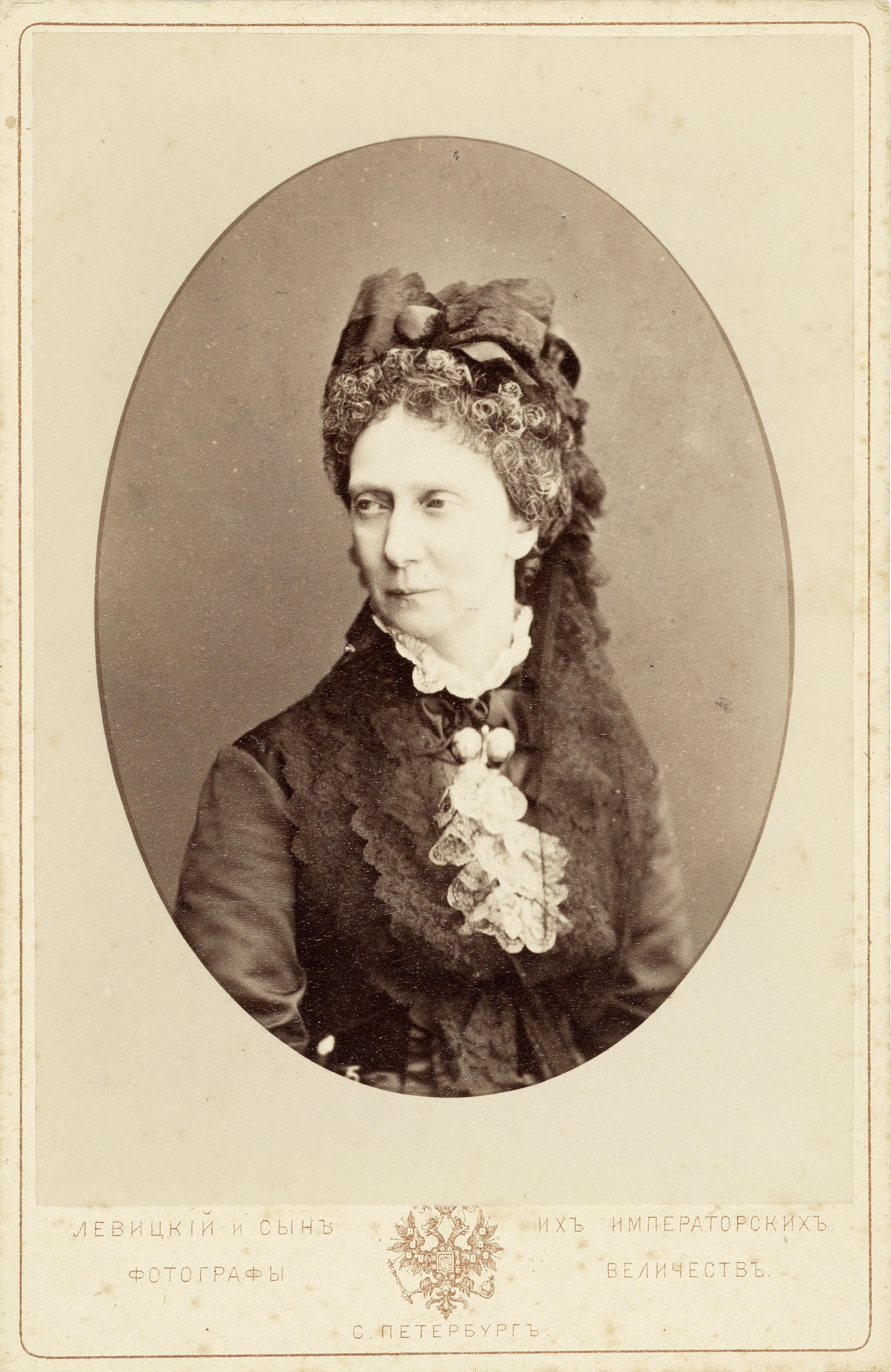
Maria Alexandrovna.

Krönungslieder, op. 184, är en vals av Johann Strauss den yngre. Den spelades första gången den 14 augusti 1856 i Pavlovsk i Ryssland.

## Historia
Valsen var den första av två kompositioner (den andra var valsen Souvenir de Nizza op. 200) som Strauss tillägnade "med största respekt till hennes majestät Maria Alexandrovna, kejsarinna av Ryssland". Strauss hade påbörjat sin ryska sommarturné den 18 maj 1856 i Vauxhall Pavilion i Pavlovsk nära Sankt Petersburg. Tsar Alexander II av Ryssland var närvarande vid två av konserterna men det finns inga vittnesmål om kejsarinnans närvaro - inte om man ska tro violaspelaren F.A. Zimmermanns detaljerade dagbok. Men kejsarinnan torde ha närvarat vid den bal som tsaren gav den 8 augusti och vid vilken Strauss och hans orkester spelade. Tsaren var så belåten med Strauss musik att han enligt en rapport i Wiener Theaterzeitung den 4 september inbjöd Strauss att närvara vid kröningsfestligheterna i Moskva den 7 september och att dirigera sin orkester vid hovet och vid den bal som den österrikiska ambassadören furst Paul Esterházy gav. Strauss hedrade kröningen med två festliga kompositioner: Krönungs-Marsch och valsen Krönungslieder. Valsen hade premiär den 14 augusti 1856 vid en välgörenhetskonsert tillsammans med L'Inconnue-Polka och spelades totalt 32 gånger under konserterna i Vauxhall Pavilion. 
I mitten av december återvände Strauss till Wien men det var inte förrän vid nästföljande års karneval som han introducerade valsen för wienarna. Han tog tillfället i akt och framförde den vid en bal i Sofienbad-Saal den 16 februari 1857. Om Strauss hade trott att hans nya vals skulle slå stort blev han besviken: medan Krönungslieder "möttes av oväntade applåder och fick repeteras tre gånger" (allt enligt tidningen Fremdenblatt den 18 februari 1857), blev kvällens vinnare hans egen polka Demi-Fortune-Polka

## Om valsen
Speltiden är ca 11 minuter och 53 sekunder plus minus några sekunder beroende på dirigentens musikaliska tolkning.

## Weblänkar
- Krönungslieder i Naxos-utgåvan.